# Ходзьо Такатокі
Ходзьо Такатокі (яп. 北条高時, ほうじょう たかとき; 9 січня 1304 — 4 липня 1333) — японський самурайський державець кінця періоду Камакури. Голова роду Ходзьо. Обіймав посаду сіккена у 1316–1326 роках.

## Життєпис
Походив з роду Ходзьо. Син сіккена Ходзьо Садатокі. Народився у 1304 році в м. Камакура. У 1309 році відбулася церемонія повноліття, що значила можливість обіймати державні посади. Після смерті батька у 1311 році успадкував титул токусо (голова клану Ходзьо), проте це було формальністю. посаду сіккена він не отримав за малолітністю. Лише у 1316 році стає сіккеном під опікою бабці Адаті Токіакі та Наґасакі Такасуке. Проте вправно виконувати свої обов'язки він не міг внаслідок слабкого здоров'я. У 1318 та 1319 роках він більш приділяв уваги конфліктам між релігійними сектами.
У 1324 році імператор Ґо-Дайґо став готуватися до повалення сьоґунату Камакура. У 1326 році Такатокі через погіршення стану здоров'я зрікся посади сіккена, але залишився головою клану Ходзьо. При цьому стає буддійським ченцем. У 1331 році він закликав сіккена Ходзьо Морітокі виступити проти клана Хіно, який став підтримувати імператора. Водночас почалося повстання імператора проти сьоґуна. Втім Ходзьо вдалося придушити це повстання, а імператора Ґо-Дайґо заслано. У 1333 році підтримав кандидатуру Асікаґа Такаудзі для боротьби проти військ Ґо-Дайго, який втік з острова Окі. Але Такаудзі зрадив род Ходзьо й рушив на Камакуру. Під час боїв за це місто Ходзьо Такатомі наклав на себе руки. Влада клану Ходзьо в Японії завершилася.